# Xylophanes schreiteri
Xylophanes schreiteri är en fjärilsart som beskrevs av Clark 1923. Xylophanes schreiteri ingår i släktet Xylophanes och familjen svärmare. Inga underarter finns listade i Catalogue of Life.